# Check Me Up!
Check Me Up! (jap. 恋はつづくよどこまでも, Koi wa Tsuzuku yo doko made mo) ist eine Manga-Serie der japanischen Zeichnerin Maki Enjōji, die von 2016 bis 2019 in Japan erschien. Der romantische Comedy-Shōjo-Manga wurde ins Deutsche und Englische übersetzt.

## Inhalt
Für ihre Ausbildung als Krankenpflegerin hat sich Nanase Sakura nur entschieden, weil sie Dr. Kairi Tendo wiedersehen wollte, den sie von früher kennt. Als sie dann endlich in sein Krankenhaus versetzt wird, muss sie jedoch feststellen, dass er sich an sie nicht erinnert und alle Pflegerinnen schlecht behandelt. Außerdem soll er schon vergeben sein. So behandelt er auch sie schlecht, wobei Nanase schnell ihren Ruf als Heldin unter den Krankenpflegern hat, da sie sich traut, ihm Kontra zu geben und ihn für sein Verhalten zu kritisieren. Zwar erinnert sich Tendo bald wieder daran, Nanase schon länger zu kennen, doch das verbessert sein Verhalten nicht. Nach mehreren Zusammenstößen mit ihm will Nanase die Station wechseln. Doch dann taucht der Arzt auch bei ihr zu Hause auf: als ihr neuer Nachbar. Und so langsam scheint er doch Gefühle für die junge Frau zu entwickeln.

## Veröffentlichung
Der Manga erschien von 2016 bis 2019 im Magazin Petit Comic des Verlags Shogakukan. Dieser brachte die Kapitel auch gesammelt in sieben Bänden heraus. Diese verkauften sich je über 15.000 Mal.
Eine deutsche Fassung erschien von Januar 2021 bis September 2022 bei Tokyopop in einer Übersetzung von Anne Klink. Auf Englisch erscheint der Manga bei Viz Media als An Incurable Case of Love.

## Verfilmung
Eine japanische Fernsehserie mit Mone Kamishiraishi und Takeru Sato in den Hauptrollen wurde Anfang 2020 ausgestrahlt. Die 10 Folgen sind u. a. mit deutschen Untertiteln bei viki.com abrufbar.